# Love Shine a Light
Love Shine a Light (englisch für Liebe leuchtet) ist ein Pop-Rock-Song von Katrina and the Waves. Er war Siegertitel des Eurovision Song Contest 1997 für das Vereinigte Königreich.

## Inhalt
Der Song ist ein Aufruf, das „Licht der Liebe“ überall erstrahlen zu lassen. Der Titel steigert sich von einem einfachen Gitarren-Song zu einem Chor-unterstützten, hymnenartigen Finale.

## Geschichte
Der Song wurde vom Band-Gitarristen und Songwriter Kimberley Rew geschrieben. Der Titel gewann die britische Vorauswahl und erreichte beim Song Contest in Dublin schließlich den ersten Platz mit 227 Punkten.
Der Song war der zweite große Erfolgstitel der Band nach Walking on Sunshine (1985) und gleichzeitig die letzte Chartsingle der Gruppe, die sich 1999 auflöste.
Da der Eurovision Song Contest 2020 aufgrund der COVID-19-Pandemie abgesagt wurde, erschien die Sendung Eurovision: Europe Shine a Light, welche als Schlusslied den Song von den Teilnehmern gemeinsam erklingen ließ. Als Überraschung sang die letzte Zeile Sängerin Katrina Leskanich selbst.

## Rezeption

### Chartplatzierungen
| ChartsChartplatzierungen     | Höchstplatzierung | Wochen |
| ---------------------------- | ----------------- | ------ |
| Deutschland (GfK)            | 62 (9 Wo.)        | 9      |
| Österreich (Ö3)              | 2 (13 Wo.)        | 13     |
| Schweiz (IFPI)               | 26 (12 Wo.)       | 12     |
| Vereinigtes Königreich (OCC) | 3 (16 Wo.)        | 16     |

| ChartsJahrescharts (1997)    | Platzierung |
| ---------------------------- | ----------- |
| Österreich (Ö3)              | 27          |
| Vereinigtes Königreich (OCC) | 73          |

### Auszeichnungen für Musikverkäufe
| Land/Region                  | Auszeichnungen für Musikverkäufe (Land/Region, Auszeichnung, Verkäufe) | Verkäufe |
| ---------------------------- | ---------------------------------------------------------------------- | -------- |
| Norwegen (IFPI)              | Gold                                                                   | 10.000   |
| Vereinigtes Königreich (BPI) | Silber                                                                 | 200.000  |
| Insgesamt                    | 1× Silber · 1× Gold ·                                                  | 210.000  |